# James Aloysius Hickey
James Aloysius Hickey (Midland, 11 oktober 1920 - Washington D.C., 24 oktober 2004) was een Amerikaans geestelijke en kardinaal van de Rooms-Katholieke Kerk.
Hickey bezocht het seminarie van het Heilig Hart in Detroit en studeerde vervolgens aan de Katholieke Universiteit van Amerika. Aan de Pauselijke Lateraanse Universiteit in Rome behaalde hij een doctoraat in het canoniek recht, en aan het Angelicum promoveerde hij in de theologie.
Hij werd op 15 juni 1946 priester gewijd. Hij vervulde vervolgens verschillende functies binnen het bisdom Saginaw, waar hij ook een seminarie stichtte, waarvan hij de eerste rector werd. Hij werd in 1963 door paus Paulus VI benoemd tot pauselijke huisprelaat.
Paus Paulus benoemde hem op 18 februari 1967 tot titulair bisschop van Taraqua en tot hulpbisschop van Saginaw. In 1969 werd hij rector van het Noord-Amerikaans College in Rome. In 1974 werd hij benoemd tot bisschop van Cleveland. Paus Johannes Paulus II benoemde hem op 17 juni 1980 tot metropolitaan aartsbisschop van Washington.
Tijdens het consistorie van 28 juni 1988 werd hij kardinaal gecreëerd. De Santa Maria Madre del Redentore a Tor Bella Monaca werd zijn titelkerk. In 2000 ging hij met emeritaat. Hij werd opgevolgd door Theodore Edgar McCarrick. Hij overleed vier jaar later in zijn slaap, terwijl hij herstelde van een longontsteking in het zusterhuis van de Kleine Zusters van de Armen in Washington DC.
- Biblioteca Nacional de España: XX1042298
- Gemeinsame Normdatei: 128616717
- International Standard Name Identifier: 0000 0001 1023 2962
- Library of Congress Control Number: n86828284
- Nederlandse Thesaurus van Auteursnamen: 074982427
- Virtual International Authority File: 28128036
- WorldCat: E39PBJm4WPMy7w76KwDkkhqWjC